# Manduca barnesi
Manduca barnesi là một loài bướm đêm thuộc họ Sphingidae. M. barnesi gặp ở Guatemala to Costa Rica.

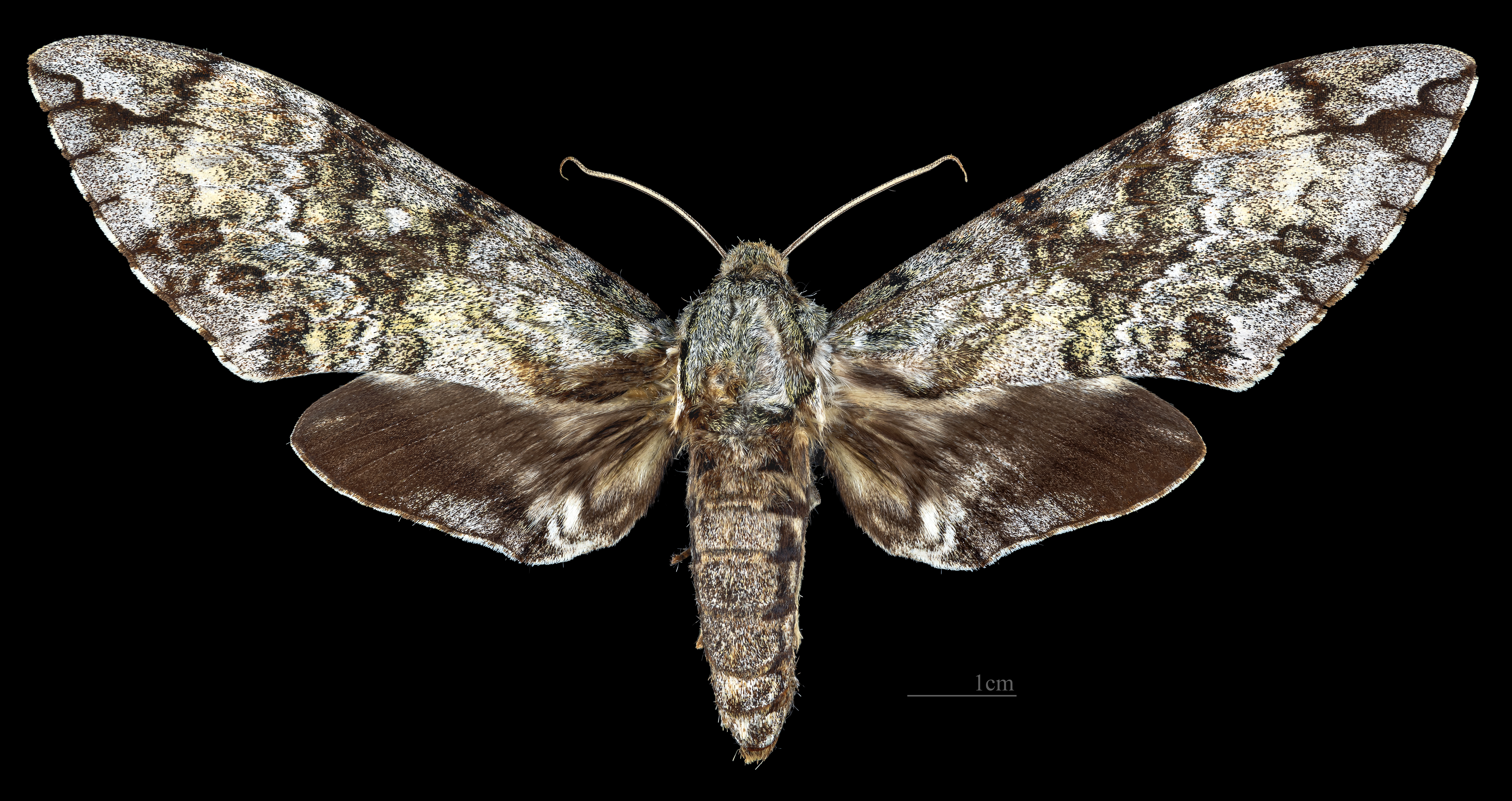
Manduca barnesi ♀
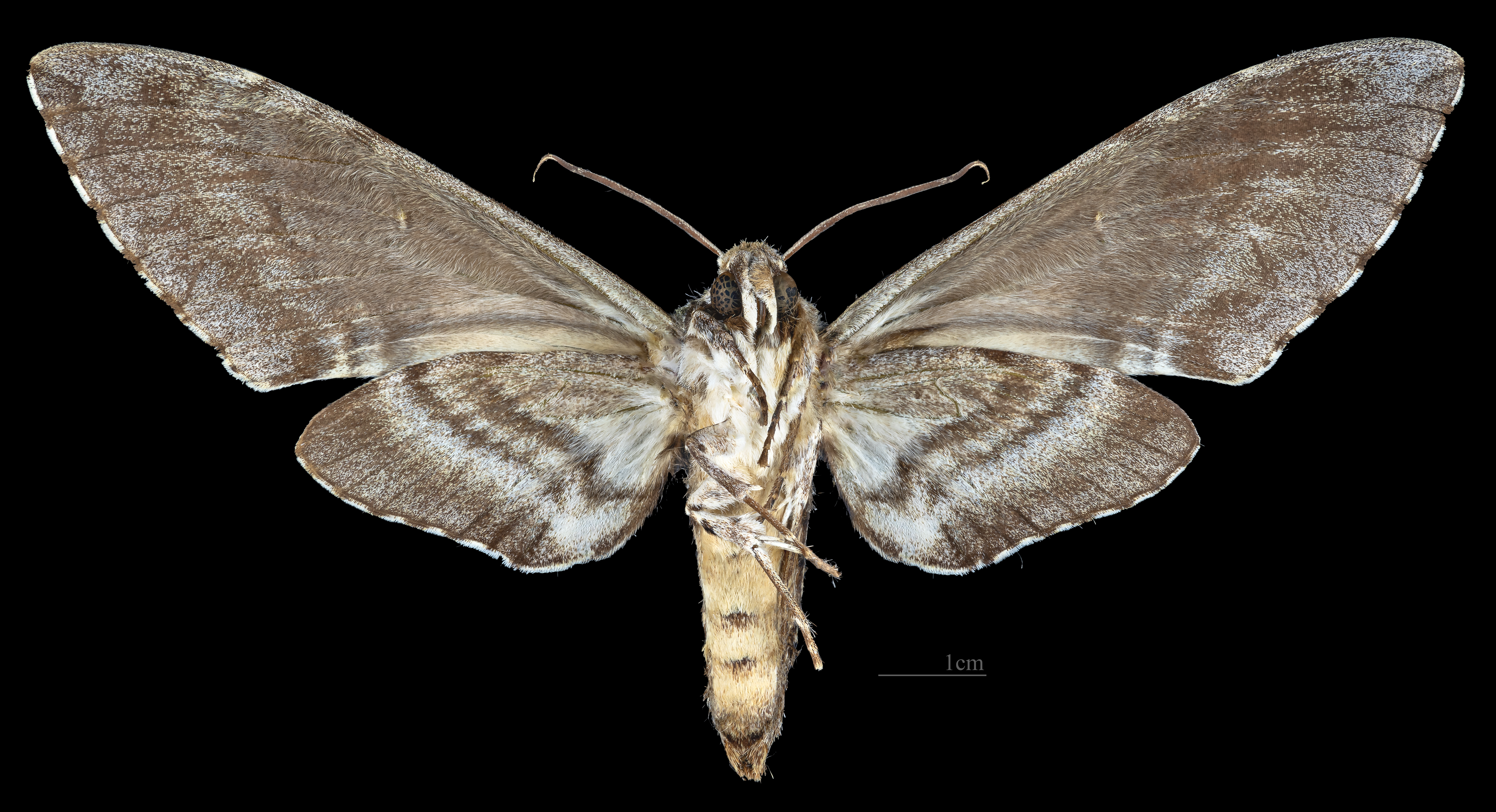
Manduca barnesi  ♀ △